# William H. Brawley

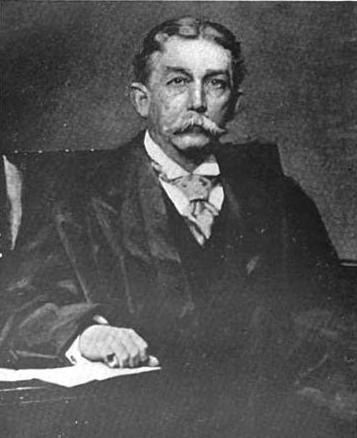
William H. Brawley

William Huggins Brawley (* 13. Mai 1841 in Chester, Chester County, South Carolina; † 15. November 1916 in Charleston, South Carolina) war ein US-amerikanischer Jurist und Politiker. Zwischen 1891 und 1894 vertrat er den Bundesstaat South Carolina im US-Repräsentantenhaus; anschließend wurde er Bundesrichter am Bundesbezirksgericht für den Distrikt von South Carolina.

## Werdegang
William Brawley war ein Cousin von John J. Hemphill (1849–1912), der zwischen 1883 und 1892 ebenfalls für South Carolina im US-Repräsentantenhaus saß. Er war außerdem ein Großonkel von Robert W. Hemphill (1915–1983), der zwischen 1957 und 1965 Kongressabgeordneter dieses Staates war. Brawley besuchte die öffentlichen Schulen seiner Heimat und studierte danach bis 1860 am South Carolina College, der heutigen University of South Carolina in Columbia. 
Während des Bürgerkrieges trat Brawley in die Armee der Konföderierten Staaten ein. Bei den Kämpfen verlor er einen Arm. Daraufhin schied er aus dem Militärdienst aus. In den Jahren 1864 und 1865 bereiste Brawley Europa, ehe er in seine Heimat zurückkehrte. Nach einem Jurastudium und seiner im Jahr 1866 erfolgten Zulassung als Rechtsanwalt begann er in Chester in seinem neuen Beruf zu arbeiten. Zwischen 1868 und 1874 war Brawley im siebten Gerichtsbezirk von South Carolina als Anwalt tätig. Dann zog er nach Charleston, wo er ebenfalls als Anwalt praktizierte.
Politisch wurde Brawley Mitglied der Demokratischen Partei. Zwischen 1882 und 1890 saß er als Abgeordneter im Repräsentantenhaus von South Carolina. Bei den Kongresswahlen des Jahres 1890 wurde er im ersten Wahlbezirk von South Carolina in das US-Repräsentantenhaus in Washington, D.C. gewählt, wo er am 4. März 1891 die Nachfolge von Samuel Dibble antrat. Im Jahr 1892 wurde er wiedergewählt. William Brawley beendete aber seine zweite Legislaturperiode im Kongress vorzeitig am 12. Februar 1894, nachdem er als Nachfolger von Charles Henry Simonton zum Richter am United States District Court for the District of South Carolina ernannt worden war.
Zwischen 1894 und 1911 übte Brawley sein Richteramt aus. Dann zog er sich in den Ruhestand zurück, den er in Charleston verbrachte. Dort ist er am 15. November 1916 auch verstorben.